# Basilio Venanzio
Basilio Venanzio iunior (latino: Basilius Venantius iunior; fl. 508-533) è stato un politico bizantino.

## Biografia
Probabilmente era figlio di Decio Mario Venanzio Basilio, console nel 484; ebbe diversi figli che raggiunsero il consolato, tra cui Decio, console nel 529, e Decio Paolino, console nel 534.
Fu console per il 508 e poi elevato al rango di patricius entro il 511; nel 533 era ancora patricius.